# Anochetus altisquamis
Anochetus altisquamis é uma espécie de formiga do gênero Anochetus, pertencente à subfamília Ponerinae.